# Yacine Bentalaa
Yacine Bentalaa   (Algèria, 24 de setembre de 1955) és un exfutbolista algerià de la dècada de 1980.
Fou internacional amb la selecció d'Algèria amb la qual participà en la Copa del Món de futbol de 1982.
Pel que fa a clubs, defensà els colors de l'UPC Salembier, NA Hussein Dey, RC Kouba i USM Alger.